# Rytel (osada)
Rytel – osada w województwie pomorskim, w powiecie chojnickim, w gminie Czersk.
W latach 1975–1998 miejscowość administracyjnie należała do województwa bydgoskiego.
Osada Rytel położona jest ok. 2,5 km na północny wschód od wsi Rytel, stanowi skupisko kilku budynków w okolicy bezludnej.